# Велико Тичево
Велико Тичево је насељено мјесто у Босни и Херцеговини, у општини Босанско Грахово, које административно припада Федерацији Босне и Херцеговине. Према попису становништва из 2013. у насељу је живјело 24 становника.

## Историја
Трагови неистражених старина примјећују се на Оштрој Главици. Ту су развалине неке старе грађевине, временом зарасле у траву и жбуње. Мноштво је ту камења а има нешто и хрбина.
На заравни, у близини насеља Тичева, народ је саградио споменик у част Четврте крајишке ударне бригаде, која је основана 1943. године.

## Становништво
| Националност       | 2013. | 1991. | 1981. | 1971. | 1961. |
| Срби               | 24    | 52    | 53    | 83    | 137   |
| Југословени        |       | 2     |       |       |       |
| остали и непознато |       |       |       |       |       |
| Укупно             | 24    | 54    | 53    | 83    | 137   |

| Демографија | Демографија | Демографија |
| Година      | Становника  | Становника  |
| ----------- | ----------- | ----------- |
| 1961.       | 137         |             |
| 1971.       | 83          |             |
| 1981.       | 53          |             |
| 1991.       | 54          |             |
| 2013.       | 24          |             |